# Marine Dusser
Marine Dusser (ur. 22 czerwca 1988 w Bourg-de-Péage) – francuska biathlonistka, srebrna i brązowa medalistka Mistrzostw Świata Juniorów w 2008.

## Osiągnięcia

### Mistrzostwa Świata Juniorów
| Rok  | Miejsce    | IN | SP | PU | MS | RL |
| 2008 | Ruhpolding | 8  | 3  | 9  |    | 2  |
| 2009 | Canmore    | 19 | 26 | 11 |    | 4  |

IN – bieg indywidualny, SP – sprint, PU – bieg pościgowy, MS – bieg ze startu wspólnego, RL – sztafeta